# Titanic: The Final Word with James Cameron
Titanic: The Final Word with James Cameron (conocida como Titanic: La última palabra con James Cameron, en la versión doblada al español) es una película de documental de 2012, dirigida por Tony Gerber, que a su vez la escribió junto a Alex Rosenthal, musicalizada por Paul Brill, en la fotografía estuvo Scott Beardslee y Russell Lee Fine, los protagonistas son James Cameron, Ken Marschall y Parks Stephenson, entre otros. El filme fue realizado por Earthship Productions, Market Road Films, National Geographic Channel y National Geographic Television, se estrenó el 8 de abril de 2012.

## Sinopsis
Especialistas de diferentes ramas se juntan para investigar el motivo del hundimiento del Titanic, empleando nueva tecnología que surgió luego de la película de James Cameron.